# Kermesse au Luxembourg
Pour les articles homonymes, voir Kermesse (homonymie).
 (avril 2024).
Si vous disposez d'ouvrages ou d'articles de référence ou si vous connaissez des sites web de qualité traitant du thème abordé ici, merci de compléter l'article en donnant les références utiles à sa vérifiabilité et en les liant à la section « Notes et références ».
La kermesse désigne au Grand-Duché de Luxembourg, en Belgique et dans le Nord de la France une fête paroissiale. C'est la francisation du mot flamand Kerkmisse (Messe de l'église).

## La Kermesse au Grand-Duché de Luxembourg
Elle se tient en général le dimanche de la semaine qui contient la fête du Saint protecteur de la paroisse. Il existe aussi des kermesses liées à d'anciennes foires ou marchés qui se tenaient annuellement dans les bourgades. Au Luxembourg la plus connue est la grande Kermesse de la Ville de Luxembourg, la Schueberfouer, qui se tient à la place du Glacis et dure 15 jours. Le Lundi de Kermesse est dans les grandes communes luxembourgeoises généralement considéré comme journée libre de travail, de sorte qu'il se trouve consolidé dans les contrats collectifs des employés travaillant pour cette commune. Pour les commerçants c'est une occasion d'organiser des braderies ou ventes sur le trottoir. Dans les paroisses disposant de plus que d'une église on peut en avoir deux, dont l'une est alors la grande kermesse et l'autre la petite.